# Aeroportul Stuttgart
Aeroportul Stuttgart (în germană Flughafen Stuttgart) (IATA: STR, ICAO: EDDS) este un aeroport din Filderstadt, Esslingen, Regiunea administrativă Stuttgart, Baden-Württemberg, Germania ce deservește zona Stuttgart. Aeroportul a fost tranzitat în 2024 de 9.100.000 de pasageri. A fost deschis în 1939 și numit după zona deservită.
Situat la o altitudine de 389 m, aeroportul dispune de 1 pistă.

## Infrastructură

### Piste
Aeroportul dispune de o singură pistă. Pista 07/25 are suprafața de beton și dimensiunile 3.345 m × 45 m. 

### Terminale
Terminalele de la Aeroportul Stuttgart sunt numerotate de la  1 până la 4. Au o suprafață totală de peste 10.000 m² și se întind pe patru nivele (sosiri/plecări/galerie și terasă). 

## Companii aeriene și destinații
| Companii aeriene              | Destinații |
| ----------------------------- | --- |
| Wizz Air                      | București–Otopeni (începe din 28 octombrie 2024), Budapesta, Cluj-Napoca (începe din 27 octombrie 2024), Tirana (începe din 29 octombrie 2024) |
| Vueling                       | Barcelona |
| Volotea                       | Sezonal: Bordeaux |
| Turkish Airlines              | Istanbul Sezonal: Adana/Mersin, Ankara, Antalya, Elazığ, Gaziantep, İzmir, Kayseri, Ordu–Giresun, Samsun, Trabzon |
| TUI fly Deutschland           | Boa Vista, Fuerteventura, Funchal, Gran Canaria, Hurghada, Lanzarote, Palma de Mallorca, Sal, Tenerife–Sud Sezonal: Corfu, Dalaman, Djerba, Faro, Heraklion, Jerez de la Frontera, Kos, Marsa Alam, Menorca, Patras, Rodos |
| Tailwind Airlines             | Charter sezonal: Antalya |
| Swiss International Air Lines | Zürich |
| SunExpress                    | Adana/Mersin, Ankara, Antalya, Gaziantep, İzmir, Kayseri, Samsun Sezonal: Bodrum, Dalaman, Diyarbakır, Elazığ, Konya, Trabzon |
| SkyAlps                       | Bolzano |
| Scandinavian Airlines         | Copenhaga Sezonal: Oslo |
| Pegasus Airlines              | Ankara, Istanbul, İzmir, Kayseri |
| Nouvelair                     | Sezonal: Djerba, Monastir |
| Lufthansa                     | Frankfurt, München |
| LOT Polish Airlines           | Varșovia–Chopin |
| KLM                           | Amsterdam |
| ITA Airways                   | Milano–Linate |
| Israir Airlines               | Sezonal: Tel Aviv |
| Freebird Airlines             | Sezonal: Antalya |
| Fly Lili                      | Brasov |
| Eurowings                     | Alicante, Atena, Barcelona, Beirut, Berlin, Bremen, Budapesta, Catania, Chișinău, Faro, Gran Canaria, Hamburg, La Palma, Lisabona, London–Heathrow, Málaga, Manchester, Milan–Malpensa, Napoli, Palma de Mallorca, Pristina, Roma–Fiumicino, Sarajevo, Split, Stockholm–Arlanda, Thessaloniki, Tirana, Valencia, Viena, Zagreb Sezonal: Adana/Mersin, Antalya, Bari, Bastia, Bilbao, Brindisi, Bucuresti–Otopeni, Burgas, Cagliari, Chania, Corfu, Dubai–Al Maktoum (începe din 30 martie 2025), Dubai–International (pâna în 29 martie 2025), Dubrovnik, Edinburgh, Fuerteventura, Funchal, Heraklion, Iași, Ibiza, İzmir, Kalamata, Kavala, Kos, Cracovia, Lamezia Terme, Lanzarote, Larnaca, Marsa Alam (începe din 2 noiembrie 2024), Mykonos, Nisa, Olbia, Palermo, Pisa, Porto, Preveza/Lefkada, Pula, Reykjavik–Keflavík, Rodos, Rijeka, Rovaniemi (începe din 19 ianuarie 2025), Santorini, Sylt, Tbilisi, Tenerife–South, Timișoara, Tivat, Tunis, Varna, Venice, Zadar, Zakynthos Charter sezonal: Arvidsjaur |
| European Air Charter          | Charter sezonal: Burgas, Varna |
| Delta Air Lines               | Sezonal: Atlanta (ends 27 October 2024) |
| Corendon Airlines             | Sezonal: Antalya, Heraklion, İzmir |
| Condor                        | Fuerteventura, Gran Canaria, Hurghada, Palma de Mallorca, Tenerife–Sud Sezonal: Corfu, Funchal, Heraklion, Kos, Lanzarote, Preveza/Lefkada, Rodos Charter sezonal: Pristina |
| British Airways               | London–Heathrow |
| Austrian Airlines             | Viena |
| AJet                          | Istanbul–Sabiha Gökçen Sezonal: Adana/Mersin, Antalya, Kayseri, Samsun |
| Air Serbia                    | Belgrad |
| Air France                    | Paris–Charles de Gaulle |
| Air Cairo                     | Sezonal: Hurghada, Marsa Alam |
| Aegean Airlines               | Atena, Thessaloniki |